# دوار الشمس (جنس)
دُوّار الشمس أو عبَّاد الشمس أو عين الشمس (باللاتينية: Helianthus) جنس نباتي يتبع الفصيلة النجمية (المركبة) ويضم حوالي 52 نوعاً أهمها دوار الشمس.

## من أنواعه
- دوار الشمس الحولي (باللاتينية: Helianthus annuus) وهو النوع الشائع المزروع
- دوار الشمس الأريزوني (باللاتينية: Helianthus arizonensis)
- دوار الشمس البولاندري (باللاتينية: Helianthus bolanderi)
- دوار الشمس الثلجي (باللاتينية: Helianthus niveus)
- دوار الشمس الدرني (باللاتينية: Helianthus tuberosus)
- دوار الشمس الرمادي (باللاتينية: Helianthus cinereus)
- دوار الشمس الشاذ (باللاتينية: Helianthus anomalus)
- دوار الشمس الشعري (باللاتينية: Helianthus ciliaris)
- دوار الشمس صفصافي الأوراق (باللاتينية: Helianthus salicifolius)
- دوار الشمس الضعيف (باللاتينية: Helianthus debilis)
- دوار الشمس ضيق الأوراق (باللاتينية: Helianthus angustifolius)
- دوار الشمس طويل الأوراق (باللاتينية: Helianthus longifolius)
- دوار الشمس العملاق (باللاتينية: Helianthus giganteus)
- دوار الشمس الغربي (باللاتينية: Helianthus occidentalis)
- دوار الشمس القزم (باللاتينية: Helianthus pumilus)
- دوار الشمس قليل الأزهار (باللاتينية: Helianthus pauciflorus)
- دوار الشمس الكاليفورني (باللاتينية: Helianthus californicus)
- دوار الشمس الكوسيكي (باللاتينية: Helianthus cusickii)
- دوار الشمس اللين (باللاتينية: Helianthus mollis)
- دوار الشمس المبكر (باللاتينية: Helianthus praecox)
- دوار الشمس المبهرج (باللاتينية: Helianthus carnosus)
- دوار الشمس المشعر (باللاتينية: Helianthus hirsutus)
- دوار الشمس المفارق (باللاتينية: Helianthus paradoxus)
- دوار الشمس النحيل (باللاتينية: Helianthus gracilentus)
- دوار الشمس النطلي (باللاتينية: Helianthus nuttallii)